# Fran Mileta
Fran Mileta (* 14. August 2000 in Rijeka) ist ein kroatischer Handballspieler.

## Karriere

### Im Verein
Fran Mileta spielte ab 2019 für den kroatischen Klub RK Našice, mit welchem er in der Premijer Liga in Kroatien und der EHF European League spielte. 2023 wechselte er zum deutschen Zweitligaaufsteiger TuS Vinnhorst. Nachdem Vinnhorst nach einer Saison wieder in die 3. Liga abgestiegen war, ging er nach Serbien und unterschrieb einen Vertrag bei RK Vojvodina. 2025 gewann er den serbischen Pokal.

### In Auswahlmannschaften
Mit der kroatischen Jugend-Nationalmannschaft gewann er die Bronze-Medaille beim Europäischen Olympischen Sommer-Jugendfestival 2017 und belegte bei der U18-Europameisterschaft 2018 den 4. Platz. 2019 belegte er bei der U19-Weltmeisterschaft mit Kroatien den 10. Platz. Im gleichen Jahr wurde er mit dem älteren Jahrgang für die U21-Weltmeisterschaft nominiert und gewann hier mit Kroatien die Silber-Medaille. Zudem wurde er hier in das All-Star-Team gewählt.
Im Oktober 2019 wurde Mileta als erster Spieler des Jahrgangs 2000 in die kroatische A-Nationalmannschaft berufen, für die er bisher sieben Länderspiele bestritt.